# ESCAPE〜鏡の中で〜
『ESCAPE〜鏡の中で〜』（エスケープ かがみのなかで）は、Luis-Mary1枚目のオリジナル・アルバム。1991年6月20日発売。
発売元はFOLK SONG RECORDS。

## 解説
- 先行シングル「Lainy Blue」（1991年1月23日発売）を含む。
- トラック1・2は次作アルバム『DAMAGE』にも収録された。
- ボーナストラック「I'm Crying (Live)」以外の8曲は後発のベスト・アルバム『PERFECT SELECTION.2』に収録された。

## 収録曲
1. eins-zwei-drei-vier
  - 作詞:西川貴教／作曲:丸山武久
2. New Rose
  - 作詞:西川貴教／作曲:丸山武久・西川貴教
3. Crime of Love
  - 作詞:西川貴教／作曲:丸山武久・西川貴教
4. Jeanier
  - 作詞:丸山武久・西川貴教／作曲:丸山武久
5. ESCAPE
  - 作詞:西川貴教／作曲:西川貴教・山下善次
6. Believe in Mine
  - 作詞:西川貴教／作曲:西川貴教・山下善次
7. L-O-V-E
  - 作詞:西川貴教／作曲:丸山武久・西川貴教
8. Lainy Blue
  - 作詞:丸山武久・西川貴教／作曲:丸山武久
9. 【Bonus Track】I'm Crying (Live)

## 関連作品
- DAMAGE (#1・2)
- PERFECT SELECTION.2 (#1・2・3・4・5・6・7・8)